# Ibis (gruppo musicale)
Gli Ibis sono stati un complesso musicale di rock progressivo nato dalla scissione dei New Trolls, avvenuta nel 1972, fondati nel 1973 e attivi fino al 1975.

## Storia del complesso
Dopo l'insuccesso di Searching for a Land, dovuto per gli altri membri a scelte artistiche e linguistiche (l'uso dell'inglese) di Vittorio De Scalzi, ci fu l'allontanamento di quest'ultimo dai New Trolls. Nel successivo album, UT, De Scalzi appare infatti in uno solo degli otto brani.
La formazione era dunque in sostanza composta da Nico Di Palo voce e chitarra, Maurizio Salvi alle tastiere, Gianni Belleno alla batteria e Frank Laugelli al basso. De Scalzi si riteneva però detentore del nome New Trolls e citò in Tribunale i suoi ex compagni d'avventura; questi ultimi, sapendo bene che era stato De Scalzi a depositare il nome New Trolls alla SIAE, si trovarono costretti a cercare un nuovo appellativo per Canti d'innocenza canti d'esperienza, album di imminente uscita. Non avendolo tuttavia trovato in tempo utile, i quattro si limitarono a porre un grosso punto interrogativo in copertina e a indicare semplicemente i propri nomi di battesimo a corredo delle fotografie. Questo ha portato negli anni ad attribuire il disco a «Nico, Gianni, Frank e Maurizio» ma si tratta di fatto del primo album degli Ibis.
Dopo l'abbandono di Belleno (sostituito da Ric Parnell degli Atomic Rooster) il gruppo pubblicò un annuncio sul settimanale Ciao 2001 chiedendo ai fans di proporre loro un nome; tuttavia nessuno dei consigli pervenuti soddisfò il quartetto che, alla fine, scelse un nome ideato da Salvi, appassionato di cultura egizia: Ibis, l'uccello simbolo di Akh. Ric Parnell rimase nella band il tempo di incidere Sun supreme e fu poi sostituito da Pasquale Venditto. Con l'ingresso in organico del chitarrista Renzo Tortora al posto di Salvi, il quartetto incise Ibis, ultimo LP al quale seguì di lì a poco il riavvicinamento con De Scalzi e Belleno.
Gli stessi componenti il complesso avviarono un progetto parallelo, la band fantasma Tritons che incideva ed eseguiva esclusivamente cover in lingua inglese.

## Discografia

### Album in studio
- 1973 - Canti d'innocenza canti d'esperienza
- 1974 - Sun supreme
- 1975 - Ibis

### Singoli
- 1974 - Passa il tempo/Noi
- 1975 - Dedicated to Janis Joplin/Keep on movin'